# Ташаулово
Ташау́лово (рос. Ташаулово, башк. Ташауыл) — присілок у складі Салаватського району Башкортостану, Росія. Входить до складу Таймеєвської сільської ради.
Населення — 187 осіб (2010; 252 в 2002).
Національний склад:
- башкири — 97 %